# Serhiy Arbuzov
Serhíy Gennádіyovich Arbúzov (en ucraniano: Сергій Геннадійович Арбузов), (n. Donetsk, Óblast de Donetsk, Ucrania, 24 de marzo de 1976) es un banquero, hombre de negocios y político ucraniano.
Economista de profesión, ha trabajado gran parte de su vida en el mundo financiero.
En 2005 entró en política en el partido Nuestra Ucrania, pero en 2010 pasó al Partido de las Regiones siendo en ese mismo año Gobernador del Banco Nacional de Ucrania y en 2012 fue elegido como vice primer ministro.
Tras la renuncia de Mykola Azárov a su cargo de primer ministro debido a las diversas manifestaciones y disturbios en 2014, ha sido nombrado el 28 de enero como 21.º primer ministro de Ucrania interino. Esa misma revuelta le derrocó de dicho cargo, al perder el poder su jefe, Víktor Yanukóvich, el 21 de febrero de 2014.

## Biografía
Nacido en la ciudad ucraniana de Donetsk en el óblast de Donetsk en el año 1976.
Proviene de una familia de financieros, cuya madre es Valentina Arbúzova que ha ocupado numerosos altos cargos en diferentes bancos de Ucrania y actualmente es la directora ejecutiva del Banco de Desarrollo Estatal de Ucrania.
Entre los años 1983 y 1993 finalizó sus estudios secundarios graduándose en su ciudad natal. Seguidamente entró en la Universidad Nacional de Donetsk, donde se graduó con un diploma de título de grado en educación superior licenciándose en Economía en 1998.
Tras obtener su licenciatura, comenzó trabajando como economista en el banco comercial ucraniano PrivatBank del que fue en  2000 director del banco en la ciudad de Kostiantýnivka. Entre 2003 y 2010 fue director, más tarde presidente y asesor del Ukreximbank y, a su vez, en 2004 fue presidente del Ukrainian Business Bank.

### Carrera política
Inició su carrera política en el año 2005 ingresando en el partido político Nuestra Ucrania, con el que en 2006 se presentó como candidato al Consejo Regional de Donetsk pero finalmente no lo consiguió. Años más tarde en 2010 cambió de partido, afiliándose al Partido de las Regiones.
Desde el 23 de diciembre de 2010 hasta el 23 de diciembre de 2012 ocupó el puesto de gobernador del Banco Nacional de Ucrania, siendo la persona más joven en ocupar dicho cargo.
Un día más tarde el 24 de diciembre entró oficialmente en el gobierno ucraniano en sucesión del político Valeriy Khoroshkovskyi, siendo nombrado por el presidente Víktor Yanukóvich por decreto presidencial como vice primer ministro.
Actualmente tras las diversas manifestaciones conocidas como Euromaidán y también los Disturbios en Hrushevskoho Street de 2014, el primer ministro Mykola Azárov renunció a su cargo el día 28 de enero, y el presidente Viktor Yanukovich le nombró a Serhiy Arbuzov como el 21° primer ministro de Ucrania (interino) durante un periodo de gobierno provisional para intentar hacer frente a esa revuelta europeísta, que acabó derrocándole el 22 de febrero de 2014, instaurándose un gobierno catalogado de ilegal por el Tribunal Constitucional de Ucrania, pero reconocido por los gobiernos occidentales. Serhiy Arbuzov huyó a Suiza pero por las confiscaciones de su patrimonio por parte de la UE y las sanciones, tuvo que irse a Rusia, donde reside actualmente.